# Camille de Faucompret
Camille de Faucompret, née le 12 décembre 1985 à Pau (Pyrénées-Atlantiques), est une snowboardeuse française, spécialisée dans la discipline du slalom géant parallèle. Elle mesure 1,60 m et pèse 54 kg, et évolue au club CS Gourette. Elle participe aux Jeux olympiques d'hiver de 2010 à Vancouver.

## Biographie
La snowboardeuse paloise fait ses débuts en Coupe du monde en janvier 2006 en participant au slalom géant parallèle de Nendaz, en Suisse, dont elle est disqualifiée.
Le 8 mai 2009, Camille de Faucompret et le kayakiste Éric Deguil deviennent les deux premiers sportifs de leur discipline à descendre les pentes d'un volcan. Ils réalisent cette performance sur les flancs du Pico do Fogo, au Cap-Vert, un volcan en activité dont la pente avoisine les 40 degrés.
En 2010, elle est sélectionnée pour participer aux Jeux olympiques de Vancouver, où elle se classe 11e de l'épreuve de slalom géant parallèle disputée à Cypress Mountain en étant éliminée en huitièmes de finale.
Elle obtient le meilleur résultat de sa carrière en coupe du monde un mois après les Jeux, dans le slalom géant parallèle de La Molina en Espagne avec la quatrième place. Quelques mois plus tard, elle obtient ses derniers résultats significatifs avec des places dans les dix premiers à Limone Piemonte en slalom géant parallèle (9e) et slalom parallèle (9e) puis aux États-Unis à Telluride avec une 5e place en géant parallèle.
Camille de Faucompret compte quatre titres de championne de France, obtenus en 2007 à Saint-Gervais, en 2009 à Risoul, en 2010 à L'Alpe d'Huez puis en 2012 au Grand-Bornand alors qu'elle n'avait participé à aucune compétition depuis un an.

## Palmarès

### Jeux olympiques
| Épreuve / Édition | Vancouver 2010 |
| Skicross          | 11e            |

### Championnats du monde
| Épreuve / Édition      | Arosa 2007 | Gangwon 2009 | La Molina 2011 |
| Slalom parallèle       | 29e        | 35e          | 31e            |
| Slalom géant parallèle | 23e        | 16e          | 34e            |

### Coupe du monde
- Meilleur classement général : 26e en 2011.
- Meilleur classement pour les épreuves parallèles : 16e en 2010 et 2011.

Camille de Faucompret n'est jamais montée sur le podium d'une épreuve de coupe du monde au cours de sa carrière, son meilleur résultat étant une 4e place obtenue en mars 2010 à La Molina, en Espagne, sur une course de slalom géant parallèle.

### Championnats de France
- 4 titres de championne de France en 2007, 2009, 2010 et 2012.